# Avernus Colles
Avernus Colles és un grup de turons del quadrangle Aeolis de Mart, situat amb les coordenades planetocèntriques a 0.33 ° latitud N i 172.9 ° longitud E. Té 238.7 de diàmetre i va rebre el nom d'un tret albedo a 10 ° S, 195 ° O. El nom va ser aprovat per la UAI l'any 1985. El terme "Colles" és utilitzat per turons petits o knobs.